# Syzygium anisatum
Syzygium anisatum là một loài thực vật có hoa trong Họ Đào kim nương. Loài này được (Vickery) Craven & Biffin mô tả khoa học đầu tiên năm 2005.